# Laberinto de Creta

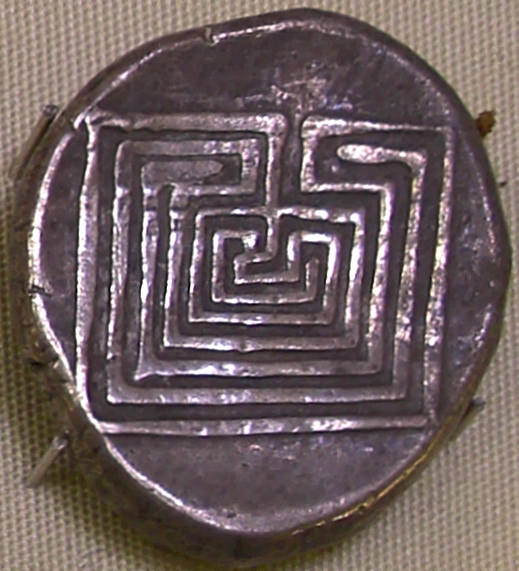
Moneda de plata de Cnosos en la que se representa el laberinto.

El laberinto de Creta es, en la mitología griega, el laberinto construido por Dédalo para esconder al Minotauro.
En la actualidad, se piensa que la leyenda del laberinto tiene su base en el palacio de Cnosos. Una construcción tan sofisticada y de alta tecnología como dicho palacio, repleto de múltiples habitaciones y con todas las mejoras conocidas por la tecnología de entonces (incluyendo un sistema de alcantarillado) que debió haber parecido a los aqueos algo intrincado. Apoya esta tesis el hecho de que en el palacio de Cnosos se han encontrado dibujos de hachas de doble filo por doquier, que en griego se llaman labrys, y que habrían dado nombre a la construcción. 
El laberinto mitológico también podría tomar como referencia alguna de las cuevas de Creta como la cueva de Gortina, la de Arkalojori o la de Escoteino, así como las danzas que se celebraban en las islas egeas en las que los danzantes recorrían un trazado laberíntico de la mano.
En junio de 2024 se dio a conocer un nuevo hallazgo arqueológico en Papoura, al Noroeste de la ciudad de Kastelli (Heraclión) en Creta. Se trata de unas ruinas circulares con trazado laberíntico que data de entre 1700 y 2000 años antes de la era cristiana. Dichas ruinas están conformadas por 8 paredes de piedra de unos 1,4 metros de espesor y 1,7 metros de altura con estrechas aperturas entre ellas, que convergen en un edificio central. Las ruinas abarcan unos 1800 metros cuadrados. En las ruinas también se hallaron restos de huesos de animales por lo que los arqueólogos sugirieron, que las enigmáticas ruinas podrían haber funcionado hace unos 4000 años atrás, como un centro minoico donde se ejecutaban rituales. Este hallazgo abrió el interrogante de si habría sido en verdad ese el lugar en torno al cual se construyó el mito del laberinto cretense. 

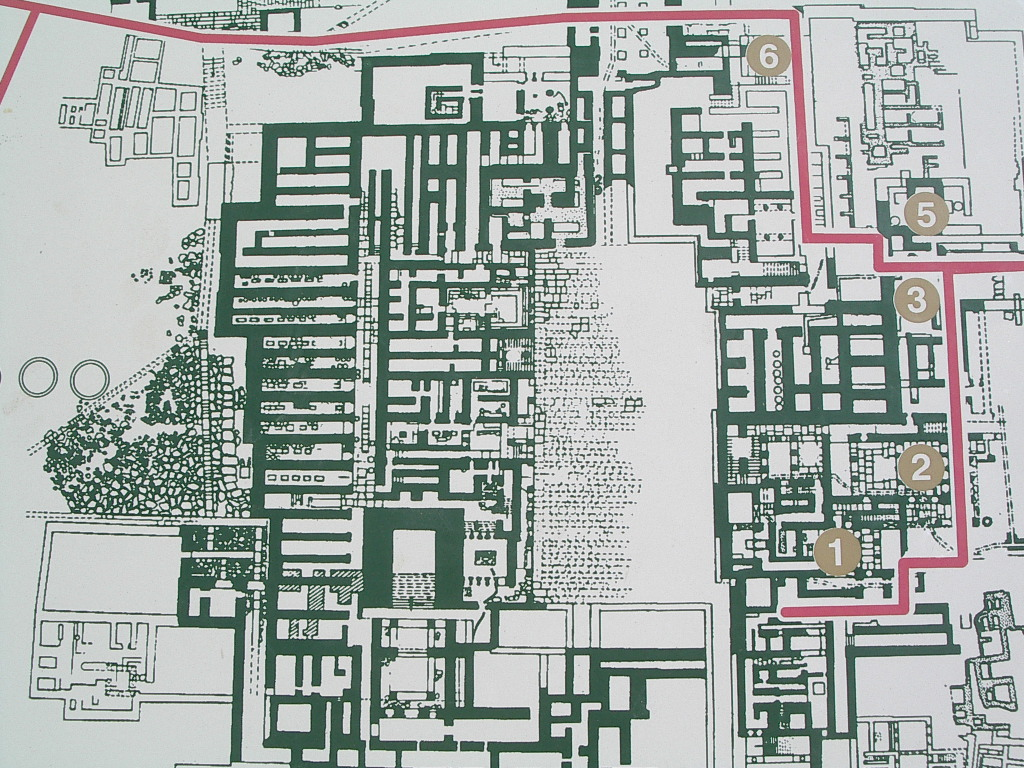
Plano del Palacio de Cnossos.

## El mito de Ícaro y Dédalo
Dédalo era un arquitecto ateniense desterrado a la isla de Creta. Fue el constructor del laberinto, donde Minos hizo encerrar al Minotauro, que era aplacado periódicamente con sacrificios humanos. 
Caído Dédalo en desgracia, fue encerrado, junto a su hijo Ícaro, en el mismo laberinto. Pero Dédalo construyó para sí y para su hijo unas alas de cera con las que, salvando los muros de la extraña prisión, se remontaron sobre el Mediterráneo. Ícaro, desobedeciendo los consejos de su padre, voló tan cerca del sol que los rayos derritieron la cera de las alas, y cayó en el mar.

## El mito del Minotauro

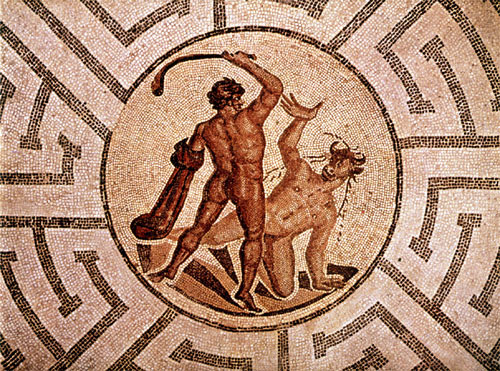
Mosaico romano de Recia en el que se representa a Teseo y al Minotauro en el laberinto.

Tras perder la ciudad de Atenas una guerra contra el rey Minos, se le impuso como tributo el envío de siete doncellas y siete varones en la flor de la vida, destinados a ser devorados por el Minotauro. Cuando debía cumplirse por tercera vez tan humillante obligación, el príncipe ateniense Teseo se hizo designar como uno de los siete jóvenes, con el propósito de dar muerte al Minotauro, acabar así con el periódico sacrificio y liberar a los atenienses de la tiranía de Minos. Contó con el consentimiento, aunque de mal grado, de su padre el rey Egeo, que le obligó a que si llegaba a salir con vida del laberinto izara las velas blancas para que a su regreso supiera de su victoria pero que si no era así pidiera en su honor que izaran las velas negras. Ariadna, hija de Minos y de Pasífae, se enamoró de él y le enseñó el sencillo ardid de ir desenrollando un hilo a medida que avanzara por el laberinto para poder salir más tarde. No está claro el modo en el que Teseo se enfrentó al Minotauro. Mientras que la mayoría de las pinturas antiguas lo ilustran combatiéndolo con espada en mano, arma posiblemente provista por la misma Ariadna, hay sin embargo otras fuentes que indicarían que Teseo lo enfrentó sin armas. Teseo mató al Minotauro y, siguiendo el hilo de Ariadna, logró salir del laberinto. Sin embargo durante su camino de regreso a Atenas se olvidó de izar las velas blancas dejando las velas negras al descubierto. Egeo esperaba en el cabo Sunión, punto estratégico para observar los barcos que se acercaban a Atenas. Al divisar la nave, creyéndolo muerto, se arrojó al mar y se ahogó. De allí el nombre del conocido mar Egeo.
Algunos autores defienden que esta leyenda pudo surgir a partir de la interpretación de escenas de pinturas de Cnosos en las que se aprecia a jóvenes realizando el salto del toro. El nombre personal del legendario rey se derivó del título que usaban los soberanos cretenses, apareciendo Minos como la personificación de todos los "minos" de Creta. El Minotauro es una reminiscencia del culto que se rendía al toro como encarnación de la divinidad. La idea del laberinto hace recordar la complicada construcción de los palacios cretenses. Los atenienses consideraban este relato como historia verdadera. Durante siglos conservaron, sometiéndolo a continuas reparaciones, el barco en que Teseo había partido para Creta y que usaban como navío sagrado para llevar cada año la embajada que asistía a las fiestas de Apolo en Delfos

## El palacio de Cnosos y el baile de la perdiz
El laberinto de Minos pudo ser en efecto el complejo de Cnosos cuyas estancias y corredores pudieron considerarse un auténtico laberinto para los atenienses cuando buscaron al rey para asesinarlo. Otra posibilidad era que se tratase de una pista de baile en el espacio abierto al frente del palacio, donde había un diseño laberíntico trazado en el suelo, a modo de guía para los bailarines que en primavera realizaban un baile erótico imitando los movimientos de una perdiz.

## El laberinto como concepto religioso
El laberinto como  concepto de un lugar mortal del que solo los héroes de talla como la de Teseo o Dédalo eran capaces de salir está plasmado en la etrusca Jarra de Tragliatella, donde junto a un desfile se halla un pequeño dibujo de un laberinto en el cual se lee la palabra "Troya". El origen del huevo de Pascua como símbolo de la resurrección del rey héroe como dios estaría conceptualizado en el dibujo de la jarra en cuestión, al tener el héroe la capacidad para eludir a la muerte, siendo el laberinto una de las maneras de representarla.
También bajo el nombre de "ciudad de Troya" se conoce a los laberintos de césped británicos, los cuales podrían haber sido llevados a esa región a través del Mediterráneo por agricultores neolíticos del tercer milenio a. C. Los escolares británicos durante la Semana Santa caminaban sobre unos diseños laberínticos trazados en el suelo, hasta el siglo XIX. A diferencia de los laberintos de césped de Gran Bretaña, en Rusia y algunos lugares de Escandinavia, se encontraron toscos laberintos de piedra.
En Cnosos, el culto al toro celeste sucedió al de la perdiz. En algunos bailes laberínticos, los participantes sostienen una cuerda que les ayuda a seguir una secuencia correcta sin fallos a la vez que mantienen la distancia. Es posible que el mito de Teseo y el ovillo entregado a este por Ariadna pueda proceder de un baile de ese estilo.